# Powiat Wrzesiński
Der Powiat Wrzesiński ist ein Powiat (Kreis) in der polnischen Woiwodschaft Großpolen. Der Powiat hat eine Fläche von 704,2 km², auf der etwa 77.800 Einwohner leben. Die Bevölkerungsdichte beträgt 111 Einwohner pro Quadratkilometer (2019).

## Gemeinden
Der Powiat umfasst fünf Gemeinden, davon vier Stadt-und-Land-Gemeinden und eine Landgemeinde.

### Stadt-und-Land-Gemeinden
- Miłosław (Miloslaw)
- Nekla (Nekla)
- Pyzdry (Pyzdry)
- Września (Wreschen)

### Landgemeinde
- Kołaczkowo  (Kolaczkowo)